# NACE-code
De NACE-code is een code die door de Europese Unie en haar lidstaten toegekend wordt aan een bepaalde klasse van economische activiteiten (al dan niet commercieel). Dit is bedoeld als hulpmiddel bij het opstellen van economische statistieken en overzichten.
Veel bedrijven oefenen verschillende activiteiten uit. Een landbouwbedrijf kan bv. zowel graan als fruit produceren. Er kan echter maar één NACE-code aan toegekend worden. De NACE-code die een bepaalde "economische eenheid" (bedrijf, instelling ...) krijgt, is die van de "hoofdactiviteit", dit is die activiteit die het meest bijdraagt aan de totale toegevoegde waarde van die eenheid.
Verschillende landen hebben de codering verder verfijnd. In België gebruikt men de NACE-BEL codes (laatste versie 2025).

## NACE
NACE staat voor "Nomenclature statistique des Activités économiques dans la Communauté Européenne" ("Statistische naamgeving van de economische activiteiten
in de Europese Gemeenschap"). In de gehele Europese Unie wordt "NACE" als officieel letterwoord gebruikt.
De eerste versie dateert van ca. 1970; een eerste revisie werd gepubliceerd in 1990 (NACE Rev. 1) en een tweede (NACE Rev. 1.1) in 2002. Deze is afgestemd op de "International Standard Industrial Classification of all economic activities" ISIC van de Verenigde Naties.
Op 1 januari 2008 werd een herziene NACE-code van kracht, NACE Rev. 2 (gepubliceerd op 30 december 2006). Ze is gebaseerd op ISIC Rev. 4. Ten opzichte van NACE Rev. 1.1 is de indeling grondig gewijzigd, om de "technische ontwikkeling van en structurele veranderingen in de economie" te volgen.
In 2025 werden de codes opnieuw bijgewerkt.

## Structuur van NACE
NACE Rev. 2 (en daarvoor Rev. 1.1.) is, analoog aan ISIC, opgebouwd uit vier niveaus, gaande van algemeen naar specifiek:
1. Secties duiden grote economische sectoren aan. Ze worden aangeduid met een letter.
2. Afdelingen - eerste onderverdeling van (sub)secties, aangeduid met twee cijfers.
3. Groepen - verdere onderverdeling, 3 cijfers (= de code van de afdeling + een bijkomend cijfer).
4. Klassen - meest gedetailleerde onderverdeling, 4 cijfers (= de code van de groep + een bijkomend cijfer).

De eerste twee niveaus (secties en afdelingen) komen overeen met de indeling van ISIC. De derde en vierde niveaus zijn aangepast aan de Europese situatie.
Afzonderlijke lidstaten mogen een nationale indeling, met extra rubrieken en niveaus, gebruiken mits deze afgeleid is van NACE Rev. 2 en goedgekeurd is door de Europese Commissie.

## Voorbeeld
Sectie "A" is "landbouw, jacht en bosbouw". Deze sectie bestaat uit de volgende afdelingen:
01: Teelt van gewassen, veeteelt, jacht en diensten in verband met deze activiteiten

02: Bosbouw en de exploitatie van bossen

03: Visserij en aquacultuur.
Afdeling 01 is dan weer onderverdeeld in deze groepen:

01.1: Teelt van eenjarige gewassen

01.2: Teelt van meerjarige gewassen

01.3: Plantenvermeerdering

01.4: Veeteelt

01.5: Gemengd bedrijf

01.6: Ondersteunende activiteiten in verband met de landbouw, activiteiten met betrekking tot gewassen na de oogst

01.7: Jacht, zetten van vallen en diensten in verband met deze activiteiten.
Groep 01.1 is onderverdeeld in deze klassen:

01.11 Teelt van granen (met uitzondering van rijst), peulgewassen en oliehoudende zaden

01.12 Teelt van rijst

01.13 Teelt van groenten, meloenen en wortel- en knolgewassen

01.14 Teelt van suikerriet

01.15 Teelt van tabak

01.16 Teelt van vezelgewassen

01.19 Teelt van andere eenjarige gewassen.
Elke klasse heeft zo een unieke code van vier cijfers; de sectieletter hoeft niet bij deze NACE-code gevoegd te worden.

## Secties in NACE Rev. 2.
Dit is de volledige lijst van secties in NACE Rev. 2:
- A Landbouw, jacht en bosbouw
- B Winning van delfstoffen
- C Industrie
- D Productie en distributie van elektriciteit, gas, stoom en gekoelde lucht
- E Distributie van water; afval- en afvalwaterbeheer en sanering
- F Bouwnijverheid
- G Groot- en detailhandel; reparatie van auto's en motorfietsen
- H Vervoer en opslag
- I Verschaffen van accommodatie en maaltijden
- J Informatie en communicatie
- K Financiële activiteiten en verzekeringen
- L Exploitatie van en handel in onroerend goed
- M Vrije beroepen en wetenschappelijke en technische activiteiten
- N Administratieve en ondersteunende diensten
- O Openbaar bestuur en defensie; verplichte sociale verzekeringen
- P Onderwijs
- Q Menselijke gezondheidszorg en maatschappelijke dienstverlening
- R Kunst, amusement en recreatie
- S Overige diensten
- T Huishoudens als werkgever; niet-gedifferentieerde productie van goederen en diensten door huishoudens voor eigen gebruik
- U Extraterritoriale organisaties en lichamen.

## Europese regelgeving
- Verordening (EEG) nr. 3037/90 van de Raad van 9 oktober 1990 betreffende de statistische nomenclatuur van de economische activiteiten in de Europese Gemeenschap
(invoering NACE Rev. 1)
- Verordening (EEG) nr. 761/93 van de Commissie van 24 maart 1993 tot wijziging van Verordening (EEG) nr. 3037/90 van de Raad betreffende de statistische nomenclatuur van de economische activiteiten in de Europese Gemeenschap
(wijziging aan NACE Rev. 1)
- Verordening (EG) nr. 29/2002 van de Commissie van 19 december 2001 tot wijziging van Verordening (EEG) nr. 3037/90 van de Raad betreffende de statistische nomenclatuur van de economische activiteiten in de Europese Gemeenschap
(invoering NACE Rev. 1.1)
- Verordening (EG) nr. 1893/2006 van het Europees Parlement en de Raad van 20 december 2006 tot vaststelling van de statistische classificatie van economische activiteiten NACE Rev. 2 en tot wijziging van Verordening (EEG) nr. 3037/90 en enkele EG-verordeningen op specifieke statistische gebieden
(invoering NACE Rev. 2)